# Beaucourt British Cemetery
Beaucourt British Cemetery is een Britse militaire begraafplaats met gesneuvelden uit de Eerste Wereldoorlog, gelegen in het Franse dorp Beaucourt-en-Santerre in het departement (Somme). De begraafplaats werd ontworpen door William Cowlishaw en ligt langs de weg naar Le Quesnel op 240 m ten oosten van het dorpscentrum (Église Saint-Pierre). De begraafplaats ligt op een hoger niveau dan de straat en is bereikbaar via een driedelige stenen trap met een 25-tal treden. Ze heeft een rechthoekig grondplan (zonder de trap) met een oppervlakte van ongeveer 260 m² en wordt omsloten door een natuurstenen muur. Het Cross of Sacrifice staat tegen de noordelijke muur, vlak bij de toegang. 
Er liggen 87 slachtoffers waaronder 1 niet geïdentificeerde.
De begraafplaats wordt onderhouden door de Commonwealth War Graves Commission.

## Geschiedenis
In maart 1918 werd tijdens het Duitse lenteoffensief in de omgeving van het dorp hevig gevochten toen het door hen werd veroverd. Op 8 augustus daaropvolgend werd het dorp door de 3rd Cavalry Division heroverd. De begraafplaats (aanvankelijk Beaucourt Church Cemetery genoemd) werd daarna door gevechtseenheden aangelegd.
Er liggen nu 10 Britten en 76 Canadezen begraven. Er ligt ook 1 niet geïdentificeerd slachtoffer. Twee Britten worden herdacht met een Special Memorial omdat zij oorspronkelijk begraven waren op het kerkhof van Beaucourt maar hun lichamen werden daar niet meer teruggevonden.

### Onderscheiden militairen
- J.H. Bull, majoor bij de Canadian Infantry werd onderscheiden met de Distinguished Service Order (DSO).
- C.F.S. Grove en John Carolan Brown, beiden kapitein bij het Tank Corps en W.K. Commins, kapitein bij de Canadian Infantry werden onderscheiden met het Military Cross (MC).
- Spencer H. Sackville, sergeant bij de Canadian Infantry werd onderscheiden met de Military Medal (MM).

### Aliassen
- soldaat Leon J. Lemons diende onder het alias H. Beaman bij de Canadian Infantry.
- soldaat John Francis Finlin diende onder het alias J. Sweeney bij de Canadian Infantry.